# Tamtert
Tamtert est une commune de la wilaya de Béni Abbès en Algérie.

## Géographie

### Situation
Le territoire de la commune de Tamtert est situé au centre de la wilaya de Béchar. Son chef lieu est situé à 267 km au sud de Béchar.
| Beni Abbes | Taghit  | El Ouata |
| Beni Abbes | Tamtert | El Ouata |
| Beni Abbes | Kerzaz  | El Ouata |

### Localités de la commune
Lors du découpage administratif de 1984, la commune de Tamtert est constituée des localités suivantes :Tamtert, Béchir, Marhouma et Idigh.

### Transports
La commune de Tamtert est traversée par la route nationale 6 (RN 6), dite « route des Oasis », qui relie la ville de Sig, située au nord-ouest de l'Algérie, à la ville de Timiaouine, située à l’extrême sud de l'Algérie à la frontière avec le Mali, via Béchar et Adrar.